# RePEc
RePEc (Research Papers in Economics) è un progetto di collaborazione volontario portato avanti da 99 nazioni, gestito da un gruppo composto da economisti, bibliotecari ed informatici, il cui scopo è quello di incrementare la disseminazione della ricerca nel campo dell'economia. Il progetto è cominciato nel 1997. Il precursore di RePEc, NetEc risale al 1993.
Il fulcro del progetto è IDEAS, il più grande database di working papers, preprints, discussion papers, rapporti di ricerca, articoli presentati a conferenze o pubblicati su qualsiasi rivista, e programmi dedicati all'economia.

## Descrizione
RePEc è sponsorizzato dalla Divisione ricerca della Federal Reserve Bank di St. Louis.
L’accesso al database è pubblico e può essere utilizzato gratuitamente citandone la fonte.
Tutti i dati sono gratuiti e possono essere pubblicati per fini non commerciali. RePEc assicura la maggior circolazione possibile del proprio materiale.
Assieme ad arXiv, Social Science Research Network (SSRN) e PubMed Central (PMC) è uno dei 4 archivi disciplinari maggiori .
Si tratta di un archivio decentralizzato. Il materiale contenuto in RePEc viene inserito nell'archivio istituzionale del proprio ente (università, dipartimento, istituto …). L'ente stesso controlla e gestisce i files del proprio archivio, che si sincronizzano sui vari servizi di RePEc, senza necessità di altri interventi.
Se l'autore appartiene ad un ente che non possiede un proprio archivio istituzionale, inserisce direttamente il materiale nel Munich Personal RePEc Archive (MPRA).
Principali enti aderenti a RePEc (con un totale di 2.000 archivi):
- dipartimenti di economia delle principali università di tutto il mondo,
- istituti di ricerca: NBER, CEPR, Fondo Monetario Internazionale, Banca Mondiale, IFS, Federal Reserve, ECB, Bank of England
- principali editori, quali: AEA, Econometric Society, Royal Economic Society, Cambridge, Oxford, Chicago, MIT, Springer, Elsevier
- RePEc collabora anche con l'American Economic Association nel fornire la banca dati EconLit di working papers, preprints e articoli.

Il database, attraverso i suoi servizi, contiene informazioni relative a oltre:
- 1.600.000 articoli a testo pieno, liberamente scaricabili (IDEAS)[5]
- 14.104 istituzioni, di cui 456 italiane (dipartimenti di economia, centri di ricerca e enti pubblici) (EDIRC database)[6]
- 2.600.000 prodotti della ricerca indicizzati, 2.400.000 di questi liberamente scaricabili
- 50.000 studiosi e professionisti del settore (e rispettivi enti di appartenenza) (RePEc Author Service)[7]
- statistiche sugli accessi degli utenti ai singoli documenti di RePEc (LogEc)[8].

RePEC promuove l'accesso aperto e beneficia dell'accesso aperto per l'analisi delle proprie citazioni (attraverso CitEc).
RePEc fornisce inoltre le classifiche di più di 50.000 economisti registrati:
Andrei Shleifer è al momento al primo posto, seguito da James J. Heckman. Tra gli economisti italiani al primo posto c'è Guido Tabellini, seguito da Luigi Guiso.
Tra gli enti, il dipartimento di economia dell'università di Harvard è al primo posto, seguito dall'Ufficio nazionale di ricerca economica di Cambridge e dalla Banca Mondiale.